# Kevin Lee
Kevin Lee (Grand Rapids, Michigan, 1992. szeptember 4. –) amerikai profi MMA (kevert harcművészetek) harcos. Jelenleg az Ultimate Fighting Championship (UFC) könnyűsúlyú versenyzője.

## Háttér
Grand Rapids-ban született, de kiskorában Detroitba költöztek, ott nőtt fel. A hetedik mérföldnél laktak, de iskolába jobb környéken jártak. Fiatalabb korában kosarazott, birkózni a Southfield High Schoolban kezdett el. Lee elmondása szerint gyakran érezte, hogy afroamereikai származása nehezebb helyzetbe hozza. Annak ellenére, hogy sokan már 5-6 évesen elkezdtek sportolni, Lee elég tehetséges volt ahhoz, hogy egyetemen is folytassa a birkózást. Egyetemre a Grand Valley State University-re járt, ahol orvosnak tanult. Első találkozása az MMA-val akkor volt, amikor a George St-Pierre vs Bj Penn meccset látta. Ekkor határozta el, hogy ő is ezt fogja csinálni. Még két éve volt hátra az egyetemből, mikor úgy döntött, abbahagyja és teljesen az MMA karrierjére fókuszál.

## MMA-karrierje
Míg egyetemre járt, több profi mérkőzése is volt kisebb szervezeteknél, mint például az Instinct MMA vagy a TWC, ahol bajnok is lett.

### Kevin Lee az UFC-ben

#### 2014
Első mérkőzése a szervezetnél 21 évesen volt 2014. február 1-jén a UFC 169-en. A harcot egyhangú pontozással elvesztette Al Iaquinta ellen. Ekkor határozott úgy, hogy Las Vegasba helyezi át az edzését és elment az Xtreme Couture csapatához, ahol Robert Follis lett a főedzője. 
Második mérkőzését 2014. július 6-án vívta Jesse Ronson ellen a The Ultimate Fighter 19 Finale eseményen. Lee megosztott pontozással nyert.
Lee Jon Tuck-kal mérkőzött a UFC 178-on 2014. szeptember 27-én, ahol egyhangú pontozással nyert.

#### 2015
Kevin Lee Michel Prazeres-szel mérkőzött 2015. február 14-én a UFC Fight Night 60-on. Egyhangú pontozással Lee nyert. 
Lee következőnek James Moontasri-val küzdött 2015. július 15-én a UFC Fight Night 71-en. Lee a küzdelmet az első menetbe megnyerte egy hátsó fojtással. 
2015. december 12-én a UGC 194-en Kevin Lee Leonardo Santossal mérközött meg. A küzdelmet taktikai K.O.(TKO)- val elvesztette az első menetben. Annak ellenére, hogy Kevin Lee számított az esélyesnek a mérkőzésben. Ez egy olyan mérkőzés volt, ahol Robert Follis nem volt Kevin “sarkában”. Saját elmondása szerint azért, mert azt hitte, ez egy könnyű küzdelem lesz és spórolni akart azzal, hogy ne kelljen az edző részesedését kifizetni. Később belátta, hogy ezzel hibát követett el. 

#### 2016
Lee következő mérkőzése Efrain Escudero ellen volt 2016. április 23-án a UFC 197-en. Egyhangú pontozással Lee nyerte a küzdelmet.
Lee aztán Jake Matthews-zal 2016. július 8-án a The Ultimate Fighter 23 Finale-jén harcolt.
Első menetes TKO-val nyerte Lee a mérkőzést.
Lee harcolt Magomed Mustafaev ellen a UFC Fight Night 99-en 2016. november 19-én. A második menetben megnyerte a mérkőzést egy hátsó fojtással. A küzdelemmel Lee UFC-karrierjének első “Performance of the Night” bónuszát is elérte.

#### 2017
Lee következő ellenfele Francisco Trinaldo volt, akivel 2017. március 11-én küzdött meg a UFC Fight Night 106-on. Egy szoros “adok-kapok” első menete után a második menetben Kevin Lee győzedelmeskedett egy hátsó fojtással. 
Lee 2017. június 25-én a UFC Fight Night 112-n küzdött meg Michael Chiesa-val. Az ő küzdelmük volt a fő mérkőzés a gálán. Korábban a sajtótájékoztatón összeszólalkoztak, ami majdnem verekedésbe torkollott. (Ez természetesen még felkapottabbá  tette a tényleges küzdelmet.) Lee az első menetben nyerte meg a küzdelmet egy hátsó fojtással. Ez a győzelem karrierje második “Performance of the Night” díját hozta neki. A mérkőzés kicsit botrányba fulladva ért véget, mert Chiesa túl korainak tartotta Mario Yamaski bíró leállítását, mivel Chiesa még nem kopogott és eszméletlen állapotba se került elmondása szerint. Később fel is lebbezett az Oklahoma Állam Atletikai Bizottságnál, de az eredményt nem változtatták meg. 
2017. október 7-én Kevin Lee Tony Fergusonnal küzdött a UFC 216-on, ismét a gála fő mérkőzésben, az ideiglenes könnyűsúlyú bajnoki övért. Az első menetben ugyan domináns volt, Tony Ferguson egy háromszög fojtással megnyerte a küzdelmet a harmadik menetben. Lee ezt a küzdelmet egy Staphylococcus fertőzéssel csinálta végig, amit a meccset kommentáló Daniel Cormie észre is vett a mellkasán. Később egy Joe Rogan-nal való podcast-ben elmondta, hogy mennyire nehéz volt így a küzdelem. A fertőzés és az erre szedett antibiotikumok miatt magas láza volt a küzdelem előtti napokban és gyengének érezte magát. Ezen körülmények között nehéz volt a fogyasztás a küzdelemre. Emellett épp egy költözésen és váláson is keresztül ment. 

#### 2018
Lee következő mérkőzése Edson Barboza ellen volt 2018. április 21-én a UFC Fight Night 128-on. Ez a küzdelem volt a gála fő mérkőzése. A mérlegelésen Lee 1 fonttal nehezebb volt, mint a könnyűsúlyú limit. Barboza így is vállalta a harcot. A következmény a UFC szervezetnél szokásosnak mondható volt, Lee eredeti fizetsége 20%-át Barbozanak adták. Kevin Lee végig domináns volt a harcban, addig a pillanatig a harmadik menetben, amikor egy forgó fejrúgás eltalálta.Ekkor nagyon közel volt a harc vége, de valahogy Lee-nek sikerült a földre juttatnia Barbozát és túlélte a menetet. Az ötödik menetben doktori megállítás miatt (Barboza arcán egy vágás túl nagyra nyílt) Kevin Lee nyerte a küzdelmet. Barboza talán az egyik legveszélyesebb rugó technikával rendelkezik az egész UFC-ben. Hogy erre készüljön, Lee sok Tae Kwon Do-s sparring partnerrel edzett. Többek közt a szintén UFC-ben harcoló Yair Rodriguezzel is. 
Lee lehetőséget kapott, hogy megbosszulja korábbi vereségét Al Iaquinta ellen. 2018. december 15-én a UFC on Fox 31-en. Lee elvesztette az 5 menetes küzdelmet egyhangú pontozással. 

#### 2019
Lee úgy határozott, felmegy a váltósúlyú divízióba, ahol első mérkőzése a korábbi könnyűsúlyú bajnok Rafael dos Anjos ellen volt a UFC on ESPN+ 10 fő mérkőzésenként. Lee az egész mérkőzésen probálta dos Anjos-t a földre vinni, többnyire sikertelenül. A negyedik menetben egy újabb sikertelen kísérlet után, Rafael dos Anjos kopogtatta Lee-t egy kar háromszöggel. 

## Harcok és arra való készülés
Kevin Lee fő erénye a birkózás és legtöbbször arra alapoz. Orthodox állású harcos, de láthatjuk néha váltogatni. Korábbi edzője, Robert Follis (aki öngyilkos lett) hangja gyakran jár a fejében egy mérkőzés alatt saját elmondása szerint. Magának néha hangosan néha magának a “Stay sharp” kifejezést, azaz magyarul “maradj pontos”, szokta mondogatni, amit korábban Robert Follis is mondott. Egyetem óta szinte nem edz súlyokkal, csak saját testsúlyos gyakorlatokat végez. A Tony Ferguson elleni harc óta a jógát is beépítette az edzéseibe. A diétára természetesen mindig próbál figyelni, de főleg akkor, amikor már edzőtábor van. Sok csirkét és salátát eszik és érdekesség, hogy szinte semmilyen halat és tengeri ételeket nem szokott fogyasztani. A mérkőzések előtti táborkban, a program általában az alábbi: heti 3 földharc, ami legtöbbször birkózás vagy “No Gi”, azaz a Gi nélküli brazil jiu-jitsu. Emellett két erő és erőnléti edzés és egy sparring. Lee a kemény sparringolások híve.

## Család
Kevin Lee fiatalabb testvére Keith Lee szintén profi MMA-s és gyakran edzenek együtt.  

## MMA mérleg
| Profi mérleg összesítve | Profi mérleg összesítve |           |
| ----------------------- | ----------------------- | --------- |
| 22 mérkőzés             | 17 győzelem             | 5 vereség |
| Kiütéssel               | 2                       | 1         |
| Fojtás/feszítés         | 8                       | 2         |
| Pontozással             | 7                       | 2         |

| Eredmény | Mérleg | Ellenfél           | Módja                                    | Esemény                                                   | Dátum               | Menet | Idő  | Helyszín                                 | Megjegyzés                                            |
| -------- | ------ | ------------------ | ---------------------------------------- | --------------------------------------------------------- | ------------------- | ----- | ---- | ---------------------------------------- | ----------------------------------------------------- |
| Vereség  | 17–5   | Rafael dos Anjos   | Fojtás/feszítés (karháromszög fojtás)    | UFC Fight Night: dos Anjos vs. Lee                        | Május 18, 2019      | 4     | 3:47 | Rochester, New York, United States       | Váltósúlyú debütálása.                                |
| Vereség  | 17–4   | Al Iaquinta        | Pontozás (egyhangú)                      | UFC on Fox: Lee vs. Iaquinta 2                            | December 15, 2018   | 5     | 5:00 | Milwaukee, Wisconsin, United States      |                                                       |
| Győzelem | 17–3   | Edson Barboza      | TKO (doktori megállítás)                 | UFC Fight Night: Barboza vs. Lee                          | Április 21, 2018    | 5     | 2:18 | Atlantic City, New Jersey, United States | Catchweight (157 lbs) küzdelem; Lee túlsúlyos volt.   |
| Vereség  | 16–3   | Tony Ferguson      | Fojtás/feszítés (háromszög fojtás)       | UFC 216                                                   | Október 7, 2017     | 3     | 4:02 | Las Vegas, Nevada, United States         | Az ideiglenes UFC könnyűsúlyú bajnoki övért.          |
| Győzelem | 16–2   | Michael Chiesa     | Fojtás/feszítés (hátsó fojtás)           | UFC Fight Night: Chiesa vs. Lee                           | Június 25, 2017     | 1     | 4:37 | Oklahoma City, Oklahoma, United States   | Performance of the Night.                             |
| Győzelem | 15–2   | Francisco Trinaldo | Fojtás/feszítés (hátsó fojtás)           | UFC Fight Night: Belfort vs. Gastelum                     | Március 11, 2017    | 2     | 3:12 | Fortaleza, Brazil                        |                                                       |
| Győzelem | 14–2   | Magomed Mustafaev  | Fojtás/feszítés (hátsó fojtás)           | UFC Fight Night: Mousasi vs. Hall 2                       | November 19, 2016   | 2     | 4:31 | Belfast, Northern Ireland                | Performance of the Night.                             |
| Győzelem | 13–2   | Jake Matthews      | TKO (ütések)                             | The Ultimate Fighter: Team Joanna vs. Team Cláudia Finale | Július 8, 2016      | 1     | 4:06 | Las Vegas, Nevada, United States         |                                                       |
| Győzelem | 12–2   | Efrain Escudero    | Pontozás (egyhangú)                      | UFC 197                                                   | Április 23, 2016    | 3     | 5:00 | Las Vegas, Nevada, United States         |                                                       |
| Vereség  | 11–2   | Leonardo Santos    | TKO (ütések)                             | UFC 194                                                   | December 12, 2015   | 1     | 3:26 | Las Vegas, Nevada, United States         |                                                       |
| Győzelem | 11–1   | James Moontasri    | Fojtás/feszítés (hátsó fojtás)           | UFC Fight Night: Mir vs. Duffee                           | Július 15, 2015     | 1     | 2:56 | San Diego, California, United States     |                                                       |
| Győzelem | 10–1   | Michel Prazeres    | Pontozás (egyhangú)                      | UFC Fight Night: Henderson vs. Thatch                     | Február 14, 2015    | 3     | 5:00 | Broomfield, Colorado, United States      |                                                       |
| Győzelem | 9–1    | Jon Tuck           | Pontozás (egyhangú)                      | UFC 178                                                   | Szeptember 27, 2014 | 3     | 5:00 | Las Vegas, Nevada, United States         | Tuck-tól elvettek egy pontot, övön aluli rugás miatt. |
| Győzelem | 8–1    | Jesse Ronson       | Pontozás (megosztott)                    | The Ultimate Fighter: Team Edgar vs. Team Penn Finale     | Július 6, 2014      | 3     | 5:00 | Las Vegas, Nevada, United States         |                                                       |
| Vereség  | 7–1    | Al Iaquinta        | Pontozás (egyhangú)                      | UFC 169                                                   | Február 1, 2014     | 3     | 5:00 | Newark, New Jersey, United States        |                                                       |
| Győzelem | 7–0    | Eric Moon          | Fojtás/feszítés (álló guillotine fojtás) | TWC 20: Final Cut                                         | November 16, 2013   | 1     | 1:24 | Lansing, Michigan, United States         | Megnyerte a TWC könnyűsúlyú bajnokságot.              |
| Győzelem | 6–0    | Travis Gervais     | Fojtás/feszítés (karfeszítés)            | Canadian Fighting Championship 8                          | Szeptember 13, 2013 | 1     | 0:46 | Winnipeg, Manitoba, Canada               | Catchweight (160 lbs) küzdelem.                       |
| Győzelem | 5–0    | Joseph Lile        | Fojtás/feszítés (hátsó fojtás)           | Midwest Fight Series 5                                    | Július 19, 2013     | 3     | 1:29 | Indianapolis, Indiana, United States     | Catchweight (157 lbs) küzdelem; Lee túlsúlyos volt.   |
| Győzelem | 4–0    | Kyle Prepolec      | Fojtás/feszítés (guillotine fojtás)      | Michiana Fight League                                     | Április 13, 2013    | 2     | 2:17 | South Bend, Indiana, United States       | Catchweight (156.6 lbs) küzdelem; Lee túlsúlyos volt. |
| Győzelem | 3–0    | J.P. Reese         | Pontozás (egyhangú)                      | IFL 51: No Guts, No Glory                                 | November 17, 2012   | 3     | 5:00 | Auburn Hills, Michigan, United States    |                                                       |
| Győzelem | 2–0    | Mansour Barnaoui   | Pontozás (egyhangú)                      | Instinct MMA: Instinct Fighting 4                         | Június 29, 2012     | 3     | 5:00 | Montreal, Quebec, Canada                 |                                                       |
| Győzelem | 1–0    | Levis Labrie       | Pontozás (egyhangú)                      | Instinct MMA: Instinct Fighting 3                         | Március 31, 2012    | 3     | 5:00 | Sherbrooke, Quebec, Canada               |                                                       |

## Fordítás
- Ez a szócikk részben vagy egészben  a   Kevin Lee (fighter) című angol Wikipédia-szócikk fordításán alapul.  Az eredeti cikk szerkesztőit annak laptörténete sorolja fel. Ez a jelzés csupán a megfogalmazás eredetét és a szerzői jogokat jelzi, nem szolgál a cikkben szereplő információk forrásmegjelöléseként.